# Fibrose hépatique
La fibrose hépatique est la résultante commune aux maladies chroniques du foie, caractérisée par l'accumulation anormalement élevée de constituants de la matrice extracellulaire dans le parenchyme hépatique. Sa progression peut conduire à la cirrhose,.

Image microscopique de fibrose hépatique chez le Rat

Le diagnostic et l'évaluation du degré de la fibrose hépatique, essentiels à la prise en charge des patients, ont reposé chronologiquement sur l'autopsie, la clinique, la biologie hépatique de routine, la ponction-biopsie hépatique, l'échographie, les tests sanguins non invasifs de fibrose et enfin de l'élastométrie.

## Diagnostic
Il existe différentes méthodes d'évaluation de la fibrose hépatique au cours des hépatopathies chroniques. Actuellement on utilise la ponction biopsie hépatique, l'élastographie impulsionnelle ultrasonore et des scores biologiques composites.

### La ponction biopsie hépatique
Prélèvement d'un cylindre de parenchyme hépatique à l'aide d'une aiguille spéciale pour examen anatomo-pathologique.

### Imagerie hépatique
L'échographie hépatique a une sensibilité variable mais une bonne spécificité. Le diagnostic se fait sur l'aspect plus ou moins brillant du parenchyme hépatique, la taille du foie, la recherche de signes d'hypertension portale au stade de cirrhose.
L'IRM hépatique peut montrer des images non spécifiques et fait moins bien que l'élastographie.

### Élastographie
L'élastographie consiste à mesurer l'élasticité d'un organe : plus le foie est dur et plus la fibrose est importante. Cette technique repose sur la mesure de la vitesse de propagation d'une onde.
L'élastographie impulsionnelle ultrasonore est la méthode la plus couramment utilisée. Pour cela on peut engendrer une petite vibration à la surface de la peau à l'aide d'une sonde d'échographie modifiée, puis mesurer la vitesse de déplacement de cette vibration. Elle est surtout utile pour éliminer les formes évoluées de la fibrose. L'estimation de la rigidité hépatique peut être artificiellement majorée en cas d'inflammation. l'examen échoue par ailleurs à donner des résultats reproductibles dans un quart des cas.
L'examen peut être également réalisé par IRM, ce dernier donnant des résultats comparables avec la technique échographique. La mesure par IRM échoue dans moins d'un cas sur six, surtout en cas d'obésité, d'ascite importante ou de surcharge en fer du tissu hépatique.

### Les tests sanguins non invasifs de fibrose
En France, la haute autorité de santé (HAS) recommande, dans certaines circonstances (hépatite C), l'utilisation des tests diagnostiques non invasifs pour le diagnostic de fibrose hépatique en 1re intention : examen physique (Fibroscan) et tests sanguins (Fibrotest, FibroMètre, Hepascore) consistant en un calcul d'un score sur le dosage d'un certain nombre de molécules sanguines. le résultat de ces scores a un intérêt pronostique, permettant de déterminer les patients les plus à risque de complications.
Le Fibrotest est un test sanguin non invasif associant cinq marqueurs sériques disponibles en routine : bilirubine totale, GGT, haptoglobine, alpha 2-macroglobuline et apoliprotéine A1. L’Actitest associé au Fibrotest nécessite en plus le dosage des transaminases ALAT ou SGPT.
Les FibroMètres sont des tests diagnostiques non invasifs de mesure de la sévérité de certaines maladies chroniques du foie, réalisés à partir d'une simple prise de sang.
Ces examens sont remboursés depuis juin 2011 sous certaines conditions (JO 19/5/11).